# Motocyklowe Grand Prix Kataru 2009
Wyścigi o Motocyklowe Grand Prix Kataru 2009 odbyły się 12 kwietnia 2009 na torze Losail International Circuit. Była to pierwsza eliminacja Motocyklowych Mistrzostw Świata w 2009 roku. Zawodnicy po raz szósty walczyli o wielką nagrodę Kataru.
W Polsce przebieg rywalizacji transmitowała stacja komercyjna Sport Klub.

## Program zawodów
Program zawodów na stronie motogp.pl

## Przebieg wyścigów
Wyścigi odbyły się 12 kwietnia. Odwołano wyścig w klasie MotoGP.